# 宇佐市消防本部
宇佐市消防本部（うさししょうぼうほんぶ）は、大分県宇佐市の消防部局（消防本部）である。管轄区域は宇佐市全域。

## 主力機械
- 消防ポンプ自動車：5
- はしご付消防自動車：1
- 化学消防車：1
- 救急自動車：4
- 救助工作車：1
- 指揮車：1
- 広報車：1
- その他：1

2017年4月1日現在

## 組織
- 本部 - 総務課、警防課、消防課[4]
- 消防署

2024年7月9日、通信指令業務を大分市消防局内「おおいた消防指令センター」に移管。

## 消防署
| 消防署     | 住所            | 分署                           | 出張所 |
| ---------- | --------------- | ------------------------------ | ------ |
| 宇佐消防署 | 大字石田176番地 | 南部：安心院町田ノ口438番地の1 |        |
| 宇佐消防署 | 大字石田176番地 | 長洲：長洲673番地の3           |        |